# Carol Reed
Carol Reed (30. december 1906 – 25. april 1976) var en britisk filminstruktør.
Han var oprindelig skuespiller, men blev snart filminstruktør og producer. Hans mest kendte film er nok Den tredje mand, som vandt både en Oscar og Grand Prix i Cannes.

## Udvalgte film
- Nattog til München (Night Train to Munich, 1940)
- Vejen frem (The Way Ahead, 1944)
- Øjenvidnet (The Fallen Idol, 1948)
- Den tredje mand (The Third Man, 1949)
- Fredløs på øerne (Outcast of the Islands, 1952, efter en Joseph Conrad-roman)
- Trapez (Trapeze, 1956)
- Vor mand i Havana (Our Man in Havana, 1959)
- Michelangelo - smerte og ekstase (The Agony and the Ecstasy, 1965)
- Oliver! (1968; Oscar for bedste film)